# Bartomeu Planells Planells
Bartomeu Planells Planells (San Rafael de la Cruz, 1949 - Ibiza, 26 de marzo de 2021) fue un empresario y político español. Diputado en el Parlamento de las Islas Baleares en la II Legislatura, y vicepresidente del Consejo Insular de Ibiza y Formentera.

## Biografía
Hijo de un empresario hotelero, se dedicó a los negocios de muebles y madera. Presidió la pequeña y mediana empresa de Ibiza y Formentera (Pimeef) (1981-1987), y posteriormente fundó, junto con las PYMEs de Mallorca y Menorca la PYME de Baleares, de la que fue vicepresidente hasta 1987.
Comenzó su incursión en la política en 1976, en el Partido Liberal, que se unió primero a Unión de Centro Democrático (UCD) y posteriormente a Alianza Popular a través de Coalición Popular. Fue elegido diputado en las elecciones al Parlamento de las Islas Baleares (1987). Vicepresidente del Consejo Insular de Ibiza y Formentera (1987-1991), y dentro del Consejo, ocupó diversos puestos: consejero de Comercio e Industria, presidente de la Comisión del Patrimonio Histórico de Ibiza y Formentera y vicepresidente de la Comisión de Transferencias de competencias a los Consejos insulares. Desde este último puesto negoció las transferencias de las competencias de urbanismo, cultura y deportes, del gobierno de Baleares a los consejos insulares. Presidió la comisión de Economía y Hacienda del Parlamento de las Islas Baleares.
También ha sido, en representación del Parlamento de las Islas Baleares, miembro del consejo asesor de RTVE en las Islas y, en representación del Consejo Insular, miembro del patronato de la Universidad Nacional de Eduacción a Distancia.
Falleció en Ibiza, en la mañana del 26 de marzo de 2021, a consecuencia de un cáncer detectado apenas unas semanas antes.